# Какомицли
Какоми́цли, или кэкомислы (лат. Bassariscus), — род хищных млекопитающих семейства енотовых (Procyonidae).

## Внешний вид
По внешнему облику какомицли немного похожи на куниц, но телосложение скорее кошачье. Длина тела 30–47 см, хвоста — 31–53 см, высота в плече до 16 см; масса 0,8–1,1 (до 1,3) кг. Тело удлиненное, конечности относительно короткие, хвост очень длинный. Голова широкая, с укороченным лицевым отделом. Уши крупные, округлые или заостренные. Окраска сверху темно-жёлтая с черным или темно-бурым оттенком. Брюхо белое, беловатое или желтоватое. Вокруг глаз чёрные или темно-бурые кольца. Хвост пушистый, с поперечными темными и светлыми кольцами, как у енота.

## Название
Научное название, Bassariscus, означает «лисичка». Слово «какомицли» происходит от ацтекского tlahcomiztli — «полупума». Своё американское имя — ringtail — какомицли получил из-за полосатого хвоста. Поскольку они порой, как мышеловы, обитали в лагерях старателей, их также прозвали «шахтёрскими кошками» (miner’s cat).

## Распространение
Водятся на юге и юго-западе США, в Мексике и Центральной Америке, в скалистых и каменистых местах, каньонах, горных хвойных лесах, полупустынях, обычно около воды.

## Образ жизни и питание
Какомицли — широко распространенное, но малоизученное животное. Ведёт ночной образ жизни. Очень хорошо лазает по деревьям и скалам, селится в дуплах, среди камней и в руинах. Всеядно, однако предпочитает животную пищу. Питается грызунами, кроликами, белками и насекомыми, реже ловит птиц, ящериц, змей, лягушек. При случае поедает падаль. Из растительной пищи в его рацион входят желуди, ягоды можжевельника, хурма и другие плоды, нектар. 
Иногда какомицли приручают и держат в домах благодаря его умению ловить грызунов. 
Звуки, издаваемые этими животными, напоминают кашель или пронзительный визг. 
Естественные враги какомицли — совы, койоты и рыжие рыси (Lynx rufus). Продолжительность жизни: около 7 лет, в неволе — до 16 лет.

## Социальная структура и размножение
Образ жизни одиночный. Один самец занимает охотничью территорию вплоть площадью до 136 га. Территории какомицли одного пола не пересекаются. Самка рождает от одного до четырех детёнышей в мае–июне. Половой зрелости молодняк достигает к 10 месяцам.

## Виды
В роде два вида:
Североамериканский какомицли (Bassariscus astutus)
Центральноамериканский какомицли (Bassariscus sumichrasti)